# Hamster
De (Europese) hamster, wilde hamster, veldhamster, zwartbuikhamster of korenwolf (Cricetus cricetus) is een knaagdier uit de familie Cricetidae. De wetenschappelijke naam van de soort werd als Mus cricetus in 1758 gepubliceerd door Carl Linnaeus. De gemiddelde levensverwachting is ongeveer twee à drie jaar. Hij komt voornamelijk voor in graslanden, velden, steppen en akkers. In Nederland en België is het een met uitsterven bedreigde soort die zich alleen dankzij fokprogramma's kan handhaven in het zuiden van de Belgische provincie Limburg, de  Nederlandse provincie Limburg en Vlaams-Brabant.

## Uiterlijk
De hamster is een middelgroot knaagdier met een korte staart. Hamsters bereiken een lichaamslengte van 180 à 300 mm (max. 350 mm), een staartlengte tot 5,8 mm en een gewicht van 150 tot 450 gram. De bovenzijde van zijn vacht is okerbruin, met witte vlekken op de zijkant van kop en schouders en onder de oren. De onderzijde is geheel zwart. Melanistische individuen komen voor. Hamsters hebben kleine, afgeronde oren met een witte rand.

## Verspreiding
De hamster is van oorsprong een steppebewoner. Met de opkomst van de landbouw breidde zijn leefgebied zich echter meer naar het westen uit, omdat de landbouw de wilde hamster aantrok en hij dit landbouwgebied volgde. Het hoofdverspreidingsgebied van de soort strekt zich uit van de Pannonische Vlakte en de Donauvallei, oostwaarts door Oekraïne, de Krim, het zuiden van Europees Rusland, Kazachstan en het zuiden van West-Siberië tot aan de uitlopers van de Tarbagataj, Altaj en Dzjoengaarse Alataoe. Hamsters komen daarnaast in geïsoleerde populaties voor in het noordoosten van Frankrijk, Wallonië, Zuid-Limburg en delen van Duitsland en Polen. Hamsters komen voor van zeeniveau tot op een hoogte van 650 meter.

### Nederland
In Nederland komt de soort enkel voor in Zuid-Limburg, maar de soort werd daar bedreigd. Aldaar wordt de soort korenwolf genoemd; deze benaming is inmiddels in heel Nederland gangbaar voor de wilde hamster. Stichting Das & Boom en Diergaarde Blijdorp hebben samen de laatste zestien korenwolven weggevangen en zijn met deze dieren en twaalf andere uit Duitsland en België een fokprogramma gestart. In 2005 is Das en Boom met het fokken gestopt en zijn de resterende dieren verhuisd naar de GaiaZOO in Kerkrade. Meer dan 900 hamsters zijn in de loop van het programma uitgezet in Zuid-Limburg. Dieren die in Nederland in het wild worden gezien, zijn zeer waarschijnlijk nakomelingen van hamsters uit dit fokprogramma.

### België
In België (in het zuiden van de provincies Vlaams-Brabant en Limburg) stond de wilde hamster ook op uitsterven en daarom heeft het Agentschap voor Natuur en Bos (ANB) van de Vlaamse overheid in 2007 en 2008 hamsters uit het Nederlands kweekprogramma bijgezet op de twee locaties waar ze zeker nog voorkwamen. In 2011 beschouwde Natuurpunt de aantallen echter nog steeds als teruglopend. In 2015 was de wilde hamster praktisch uitgestorven. Enkel in Widooie, een deelgemeente van Tongeren leven nog een dertigtal wilde hamsters. De Vlaamse regering trok in 2011 een groot bedrag uit voor het behoud van de hamster. In 2016 werd door de minister van Leefmilieu 600.000 euro vrij gemaakt, en in 2018 kwam 800.000 euro beschikbaar om te voorkomen dat de soort in Vlaanderen uitsterft. Een groot deel van het budget gaat naar een kweekprogramma dat samen met Nederland werd opgezet. Andere kosten zijn een vergoeding voor betrokken landbouwers en kosten voor coördinatie, wetenschappelijk onderzoek en opvolging.

## Gedrag
De hamster is een solitaire soort die een gangenstelsel graaft. Dit netwerk kan tot twee meter diep zitten, met gangen van een diameter van 6 tot 8 centimeter, en kunnen soms behoorlijk steil zijn, waardoor hij snel kan verdwijnen bij gevaar. Hier legt hij kamers in voor voedselvoorraden, een latrine, en nesten. De nesten zijn vaak bedekt met gras, hooi en ander zacht materiaal. 's Avonds en 's nachts wordt een hamster actief en komt de hamster uit zijn hol om te eten. Hij eet vooral zaden, grassen en kruiden, maar ook wortelen, vruchten en granen en dierlijk voer als insecten, slakken, wormen, en zelfs kikkers, muizen en jonge vogels. Het voedsel bewaart hij in zijn wangzakken en neemt het mee naar zijn voedselvoorraden. Daar leegt hij zijn wangzakken met zijn voorpoten. De voedselvoorraad kan tot 65 kilogram aan voedsel beslaan, maar is meestal niet meer dan 15 kilogram. Bij gevaar (vooral vossen) zet de gewone hamster zijn wangzakken op en maakt hij dreigende geluiden. In gevangenschap kan een hamster ook van die geluiden maken. Dat doet hij vooral als hij zich bedreigd voelt. De hamster gaat dan bijten, krabben en krijsen of piepen.

### Torpor
Als de herfst komt, dicht hij alle uitgangen met aarde. 's Winters, van oktober tot april, bevindt de hamster zich in een toestand van slaap. Dit wordt torpor genoemd. Hierbij laat de hamster zijn lichaamstemperatuur herhaaldelijk tot vlak boven het vriespunt dalen. Wanneer de temperatuur een minimumwaarde bereikt ontwaakt de hamster en wordt de lichaamstemperatuur tot op een zekere hoogte opgeschroefd. Tijdens deze korte periodieke onderbrekingen van de slaap, eten hamsters van de opgeslagen voedselvoorraad. Na de winterslaap breekt de paartijd aan. Hierbij dringen de mannetjes binnen in de territoria van de vrouwtjes, waar ze na de paartijd direct weer worden uitgejaagd.

## Voortplanting
Na een draagtijd van 17 tot 20 dagen worden drie tot vijftien kale, blinde jongen (gemiddeld 4 à 8) geboren. Na 14 dagen gaan de ogen open en kunnen de jongen het nest verlaten. Na 18 dagen worden de jongen gespeend. De vrouwtjes zijn geslachtsrijp na 43 dagen, waardoor jongen uit de eerste worp vaak nog in hetzelfde jaar kunnen voortplanten. Een vrouwtje kan tot drie worpen per jaar krijgen. De voortplantingstijd eindigt in juli en augustus.

## Naam
In het Limburgs dialect wordt de hamster korenwoof genoemd. Dat koren slaat op zijn voedsel en woof of wouf is een bijnaam voor iemand die erg inhalig is (letterlijk: "wolf"). Het is duidelijk dat dit dier een korenhamsteraar is. In vertaling naar het Nederlands is dit letterlijk vertaald als korenwolf.